# Stadhampton
Stadhampton is een civil parish in het bestuurlijke gebied South Oxfordshire, in het Engelse graafschap Oxfordshire met 832 inwoners. Van 1828 tot 1835 was Joseph Charles Philpot predikant in deze plaats.

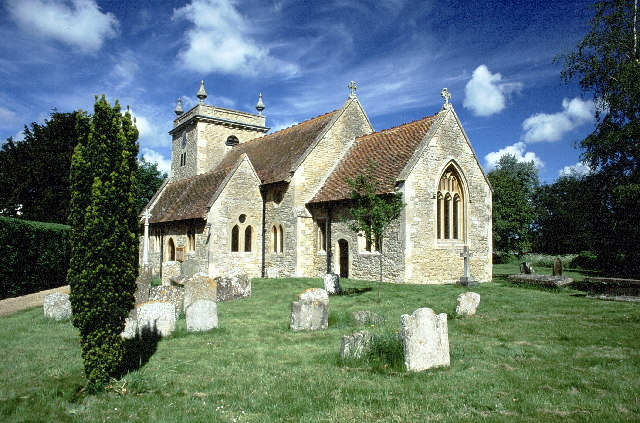
Kerk van St. John the Baptist